# Aleptina aleptivoides
Aleptina aleptivoides är en fjärilsart som beskrevs av Barnes och Mcdunnough 1912. Aleptina aleptivoides ingår i släktet Aleptina och familjen nattflyn. Inga underarter finns listade i Catalogue of Life.